# Endere disora
Endere disora är en mångfotingart som beskrevs av Loomis 1938. Endere disora ingår i släktet Endere och familjen Cambalidae. Inga underarter finns listade i Catalogue of Life.